# Рыбин, Николай Ильич
Николай Ильич Рыбин (1913—1989) — подполковник Советской Армии, участник Великой Отечественной войны, Герой Советского Союза (1945).

## Биография
Николай Рыбин родился 6 ноября 1913 года в Санкт-Петербурге. Окончил неполную среднюю школу и Тамбовскую школу лётчиков Гражданского воздушного флота, после чего проживал в Ленинграде, работал пилотом в гражданской авиации. В июне 1941 года Рыбин был призван на службу в Рабоче-крестьянскую Красную Армию и направлен на фронт Великой Отечественной войны.
К февралю 1945 года гвардии майор Николай Рыбин командовал эскадрильей 32-го гвардейского бомбардировочного авиаполка 1-й бомбардировочной авиадивизии 3-го гвардейского бомбардировочного авиакорпуса 18-й воздушной армии. К тому времени он совершил 342 боевых вылетов на бомбардировку важных объектов противника в его глубоком тылу, все вылеты совершал в условиях тёмного времени суток.
Указом Президиума Верховного Совета СССР от 29 июня 1945 года гвардии майор Николай Рыбин был удостоен высокого звания Героя Советского Союза с вручением ордена Ленина и медали «Золотая Звезда».
После окончания войны Рыбин продолжил службу в Советской Армии. В 1958 году в звании подполковника он был уволен в запас. Проживал и работал в городе Люберцы Московской области. Скончался 23 сентября 1989 года, похоронен на Новом кладбище в Дзержинском.
Был также награждён двумя орденами Красного Знамени, орденом Отечественной войны 1-й степени, двумя орденами Красной Звезды и рядом медалей.